# Francisco Polo Llavata
Francisco Polo Llavata (València, 9 d'abril de 1981) és empresari i activista valencià, des de juny de 2018 secretari d'Estat de Societat de la Informació i Agenda Digital del Govern d'Espanya.
Va ser el director a Espanya de la plataforma de peticions Change.org, a la qual es va unir després de fusionar la seva empresa Actuable.org el 2011.
Polo va estudiar dret a ESADE i posteriorment un màster en dret en la mateixa institució acadèmica. Amb 20 anys va ser coordinador d'Amnistia Internacional a Barcelona i mentre preparava els seus estudis per a la carrera diplomàtica, va promoure al setembre de 2007 des del seu blog la campanya "Di NO a las bombas de racimo", que va aconseguir el compromís del govern perquè Espanya deixés d'emmagatzemar, fabricar i vendre aquest tipus d'armes. Després de deixar els estudis, va treballar per a diverses empreses, institucions i partits polítics.
L'octubre de 2007 va treballar com a consultor associat a Sociedad de las Indias Electrónicas, una empresa especialitzada en innovació, intel·ligència, opinió pública i noves eines tecnològiques. El 2008 s'incorpora al Partit Socialista Obrer Espanyol, on va treballar en la secretària d'Afers Exteriors i Cooperació com a director d'estratègia digital del comitè de les eleccions europees i també en l'observatori d'Internet. El gener de 2010 va crear la plataforma d'activisme Actuable. En menys d'any i mig l'empresa va aconseguir dos milions i mitjans d'usuaris registrats. El setembre de 2011 Actuable i Change.org van arribar a un acord per unir-se i crear la major plataforma d'activisme digital del món, de la qual Francisco Polo va ser director per a Espanya.
Després de néixer a València i criar-se a Barcelona, Polo ha explicat que va patir assetjament escolar per ser gai. El 2013 va obtenir el premi Baeza Diversa en la categoria de contribució social al costat del dissenyador Lorenzo Caprile, la galerista Topacio Fresh o el cantant Falete. Aquest mateix any va ser inclòs per primera vegada en la "Llista dels 50 gais més influents" d'Espanya al costat de personalitats com Fernando Grande-Marlaska, Pedro Almodóvar, Jorge Javier Vázquez o Alejandro Amenábar.